# Instituto de Ciência e Tecnologia de Nara
O Instituto de Ciência e Tecnologia de Nara (奈良先端科学技術大学院大学, Nara Sentan Kagaku Gijutsu Daigakuin Daigaku), abreviado como NAIST, é uma universidade nacional japonesa localizada em Ikoma, Nara, na cidade de ciência de Kansai. Foi fundada em 1991, com foco em pesquisa e consiste exclusivamente em escolas de pós-graduação em três áreas integradas: Ciências Biológicas, Ciências da Informação e Ciências dos Materiais. O NAIST é uma das instituições de pesquisa mais prestigiadas do Japão.

## História
O NAIST foi fundado em 1991 com o estabelecimento da Escola de Pós-Graduação em Ciência da Informação e da Biblioteca da Universidade, seguida pela Escola de Pós-Graduação em Ciências Biológicas no ano seguinte.
Em 2020, cientistas do NAIST desenvolveram um método que pode incorporar informações em um objeto impresso em 3D e recuperá-las usando um scanner de documentos de consumo. A tecnologia pode incorporar informações como ID de série sem modificar a forma do objeto. Além disso, o usuário pode extrair facilmente as informações de uma única imagem de um scanner de documentos disponível comercialmente.

## Pesquisas notáveis
- ARToolKit
- ChaSen
- DyNet
- Célula-tronco pluripotente induzida
- MeCab
- Processamento de linguagem natural

## Galeria

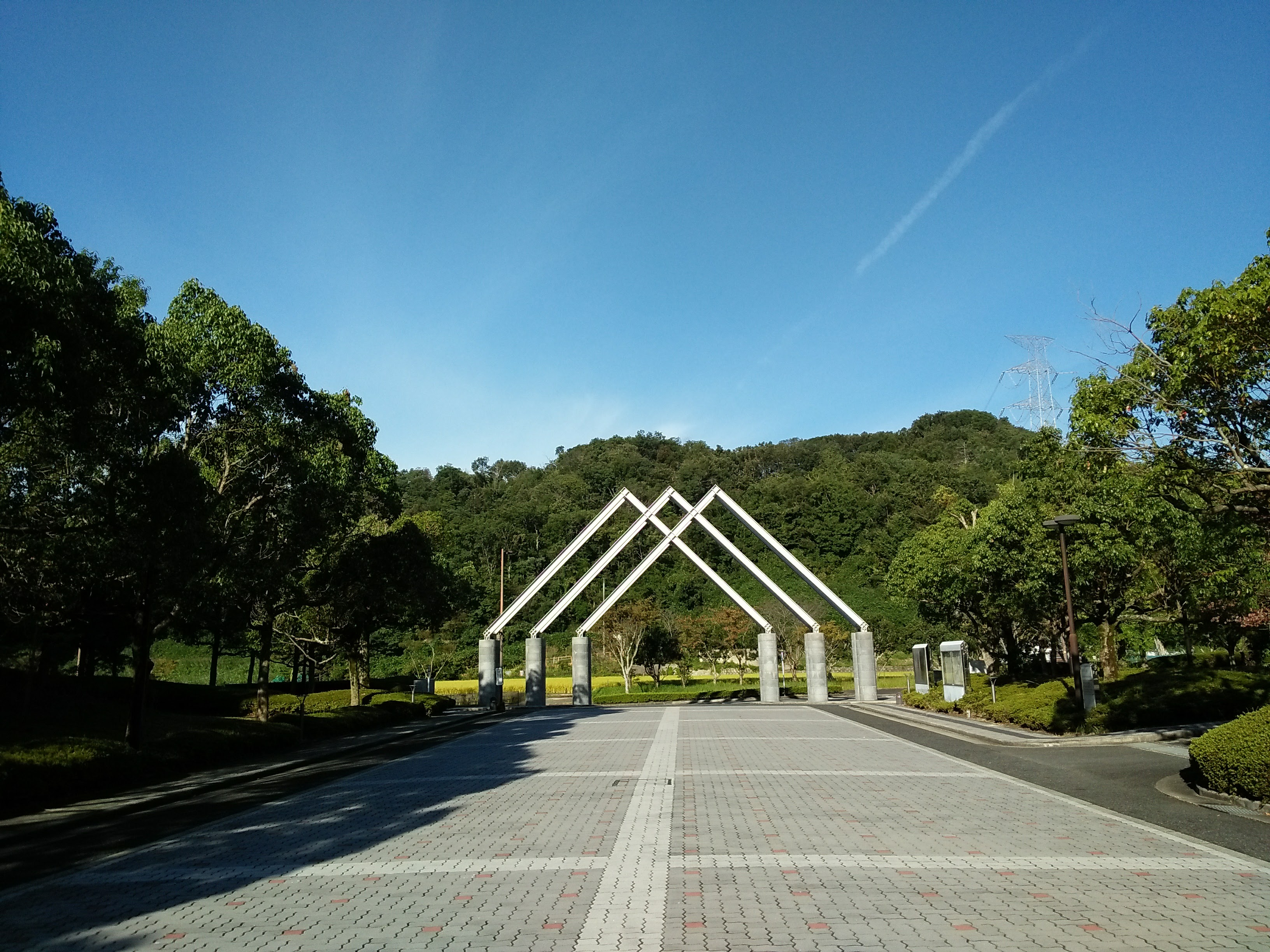
Portão de NAIST
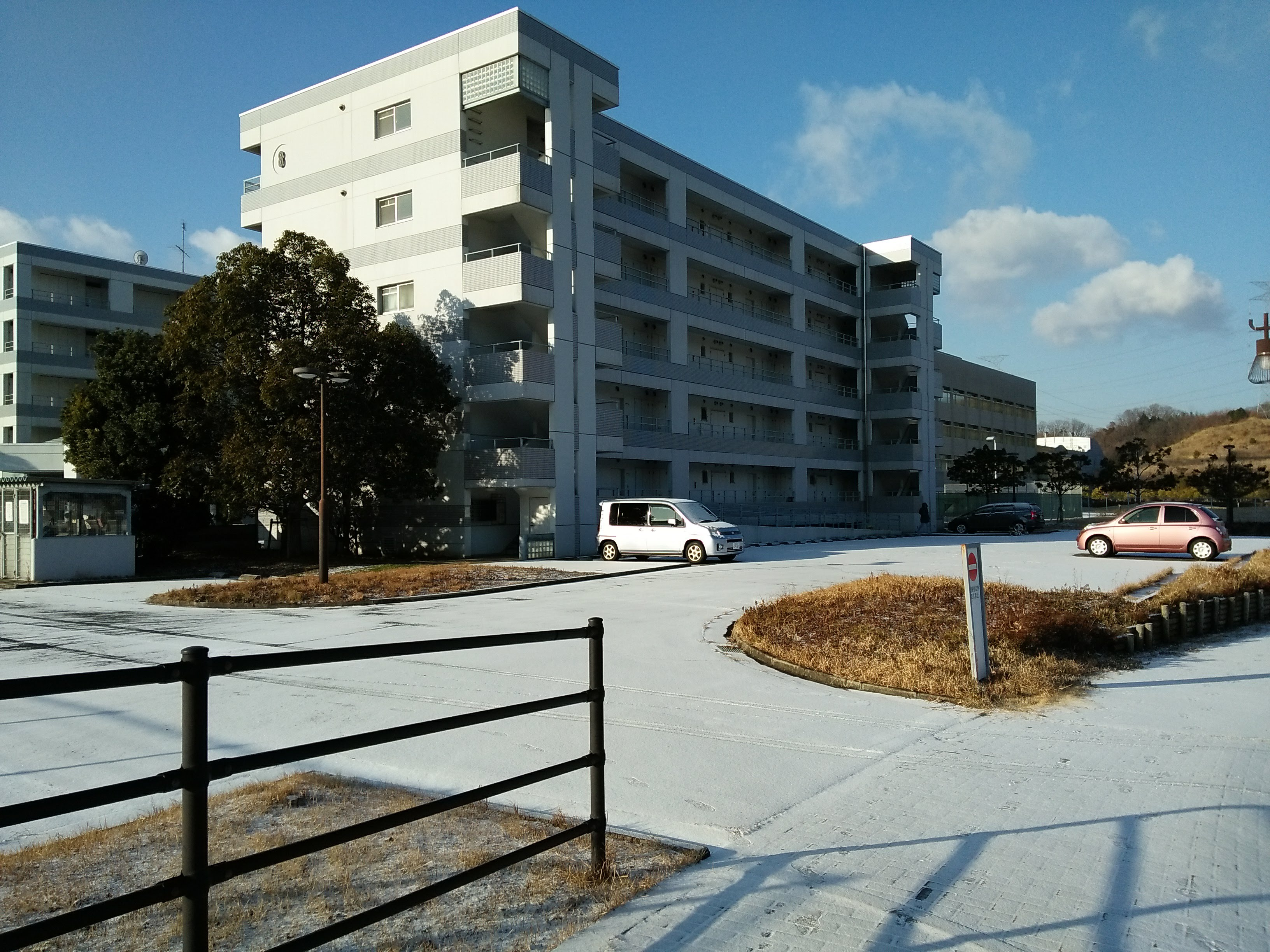
Dormitório para estudantes em NAIST
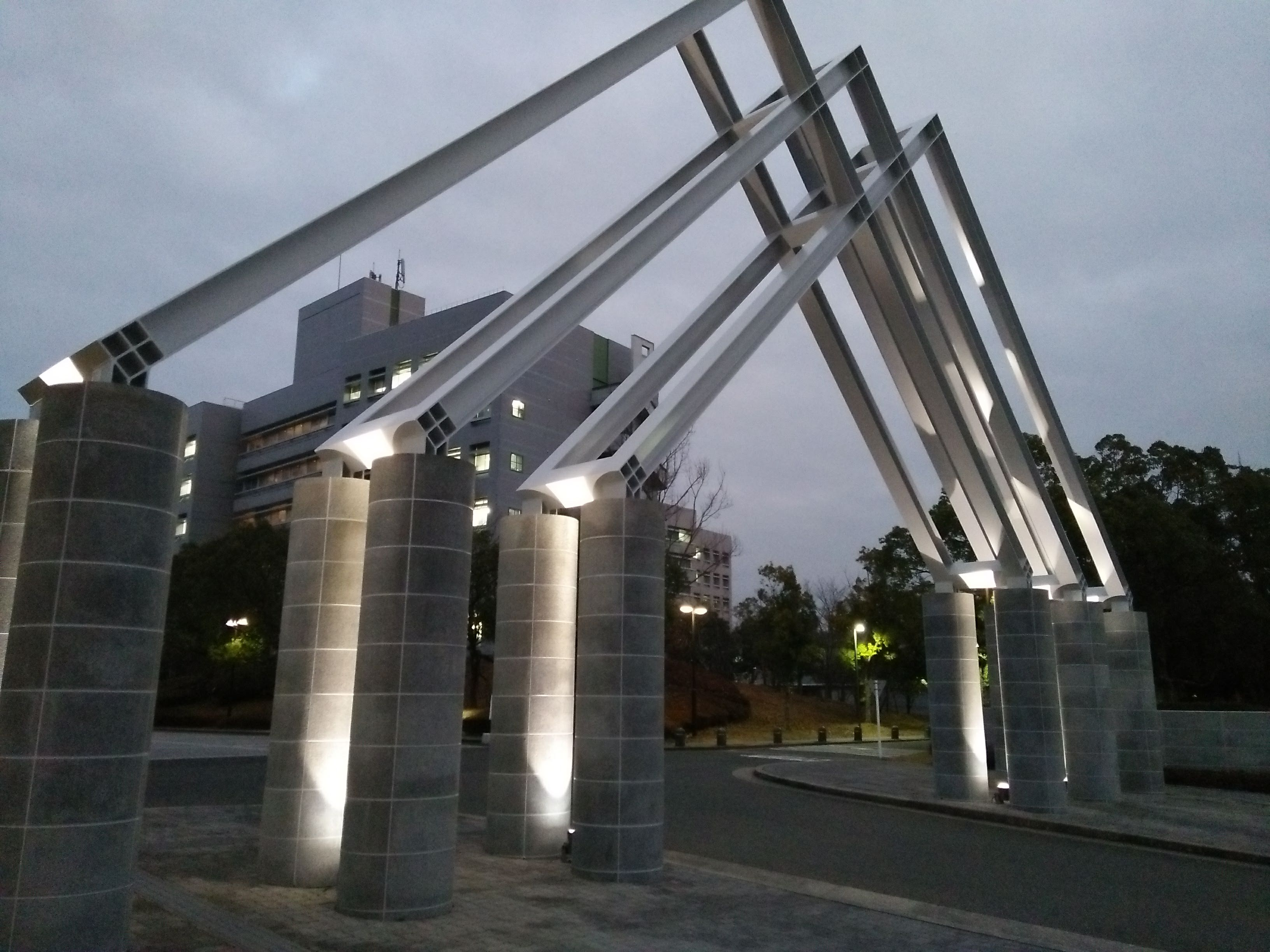
Portão de NAIST
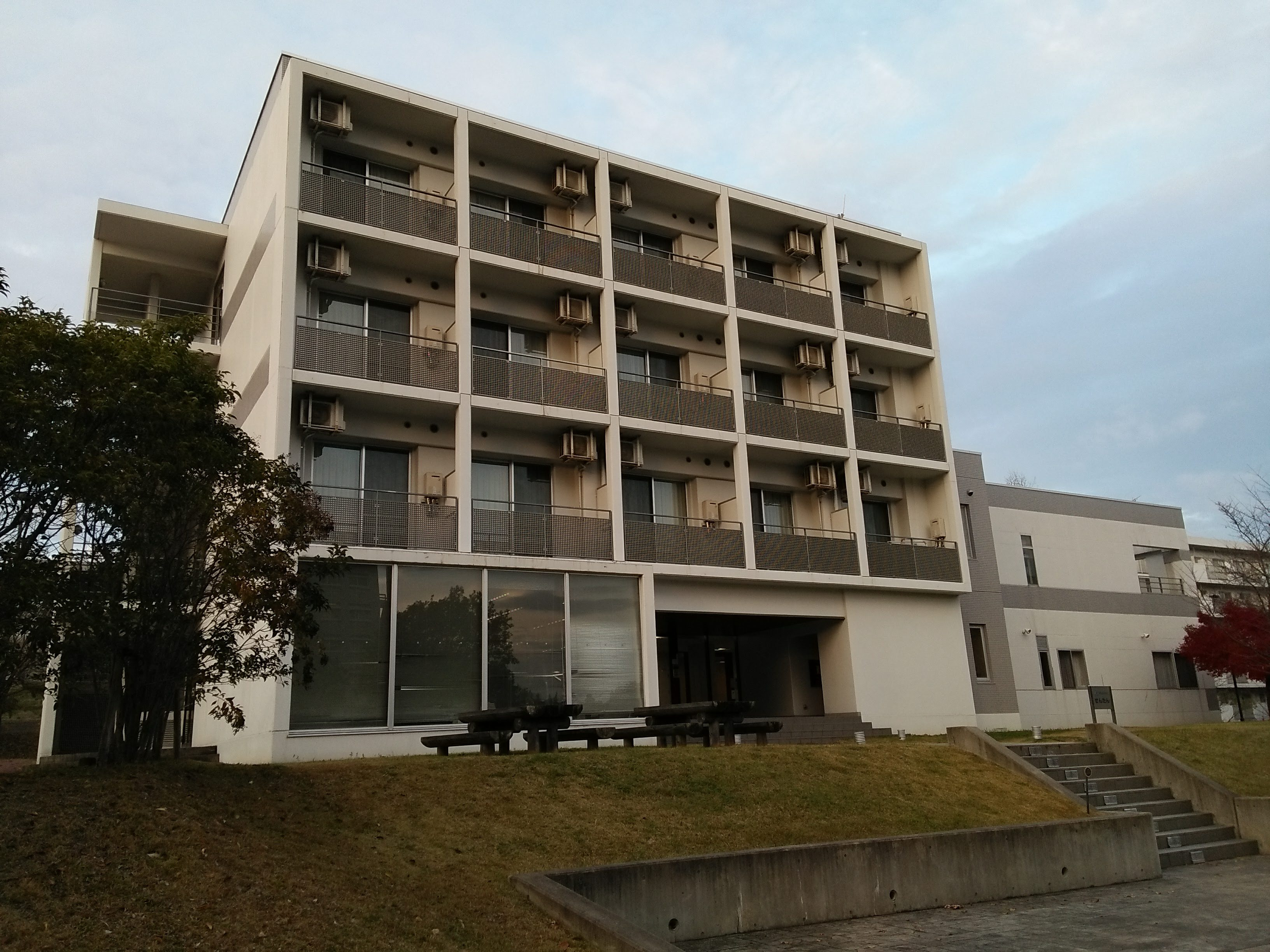
casa de hóspedes em Sentan
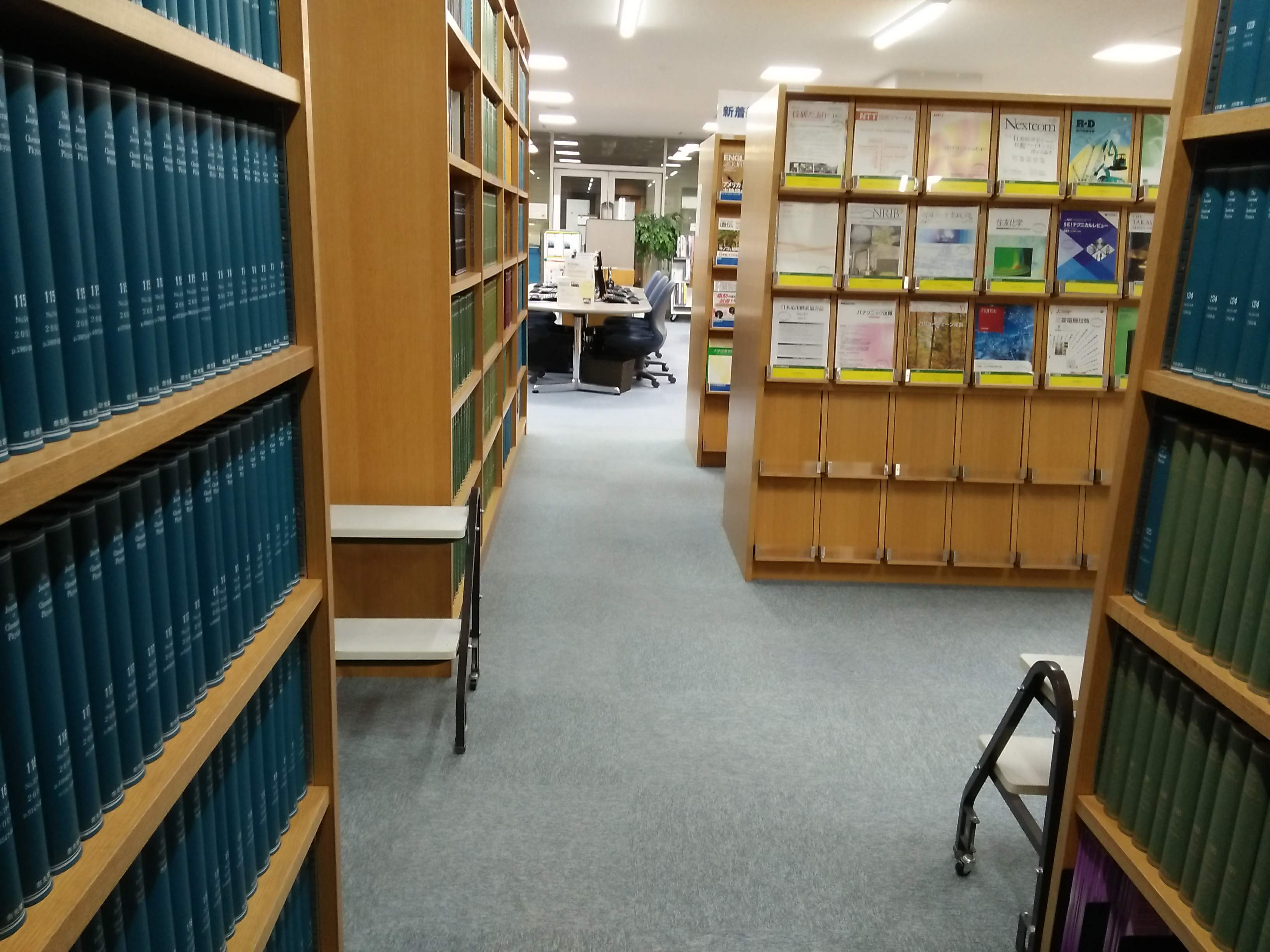
Biblioteca de NAIST
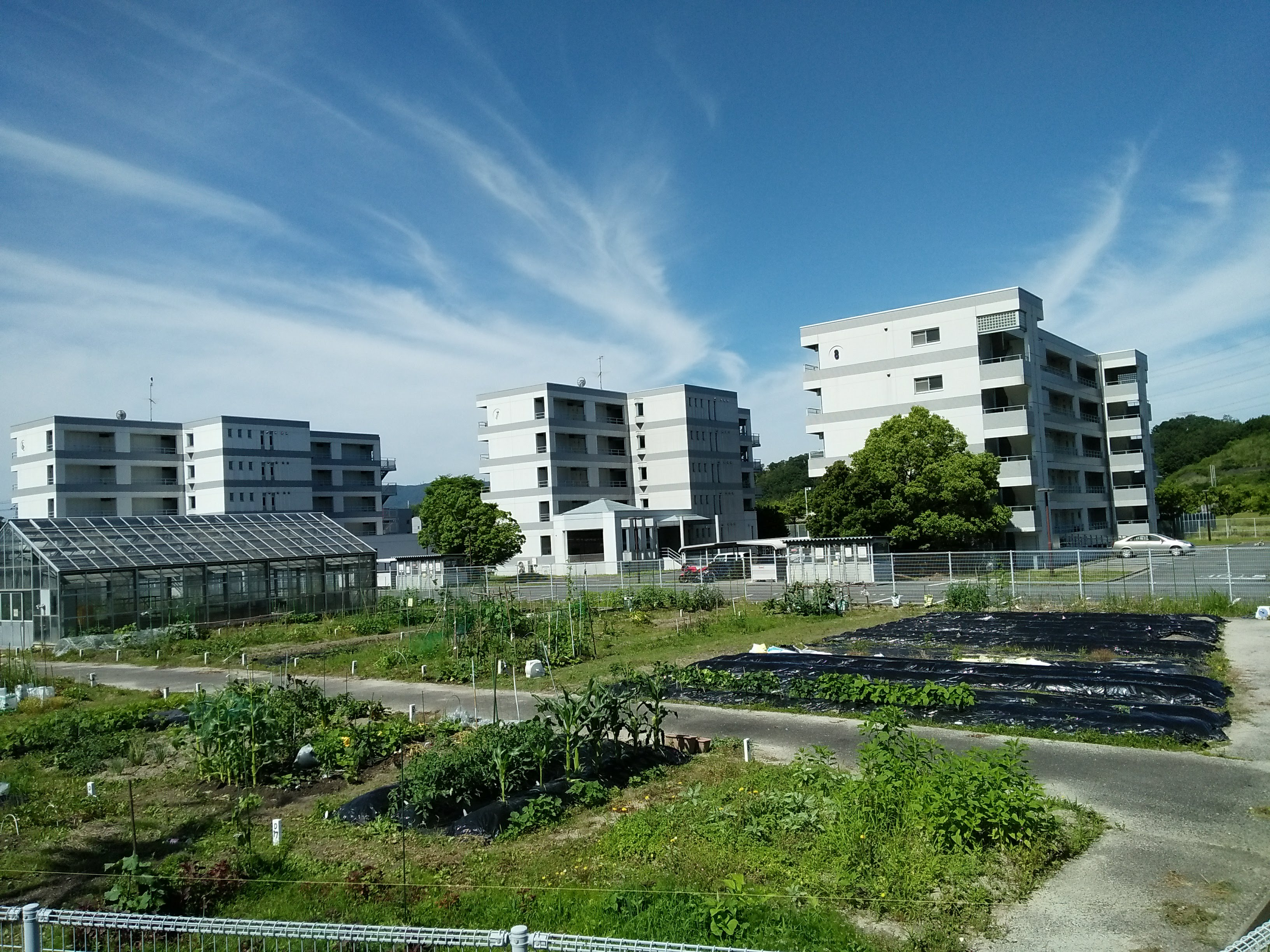
Laboratório de plantas
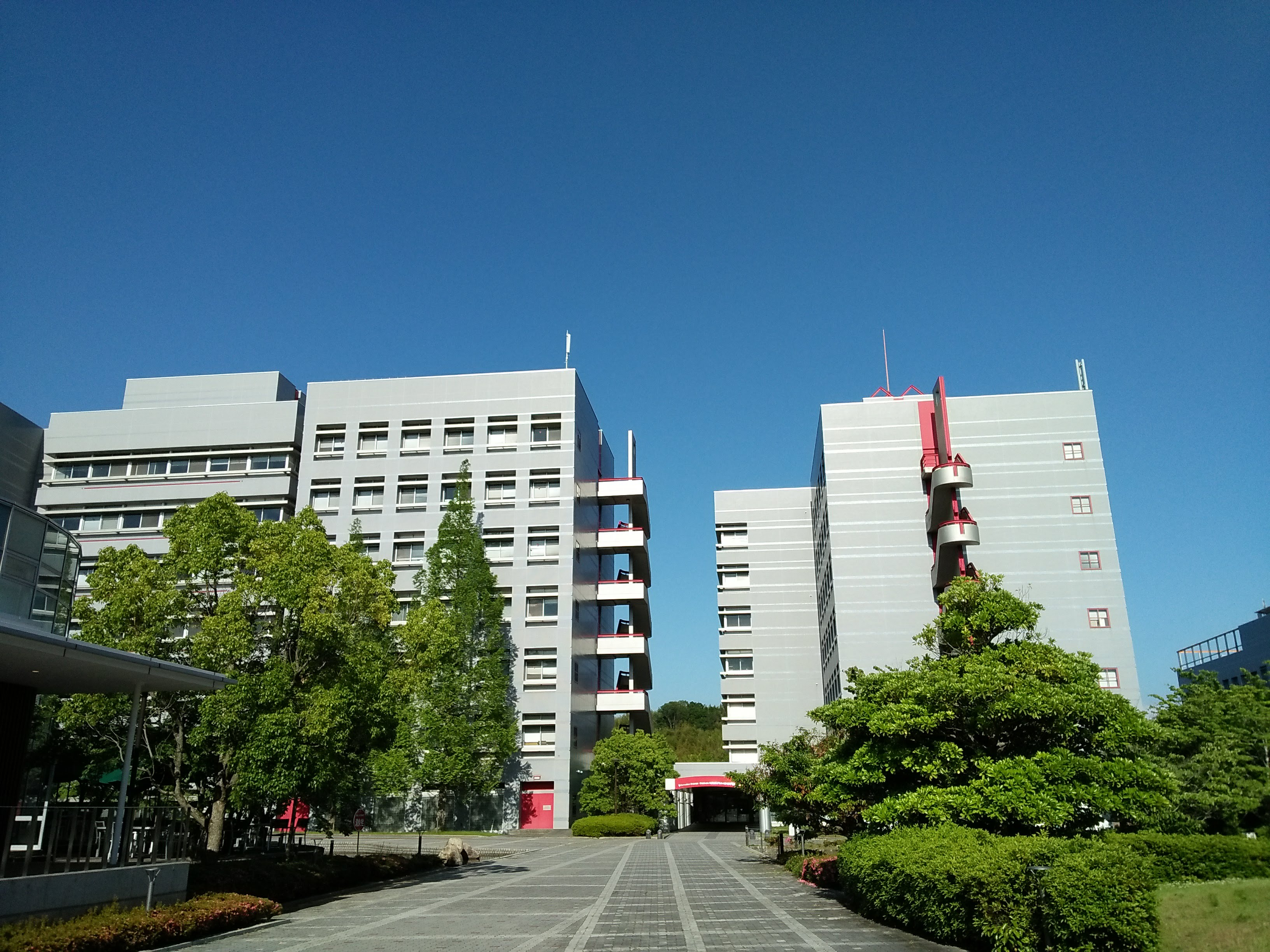
Edifício ciência da informação
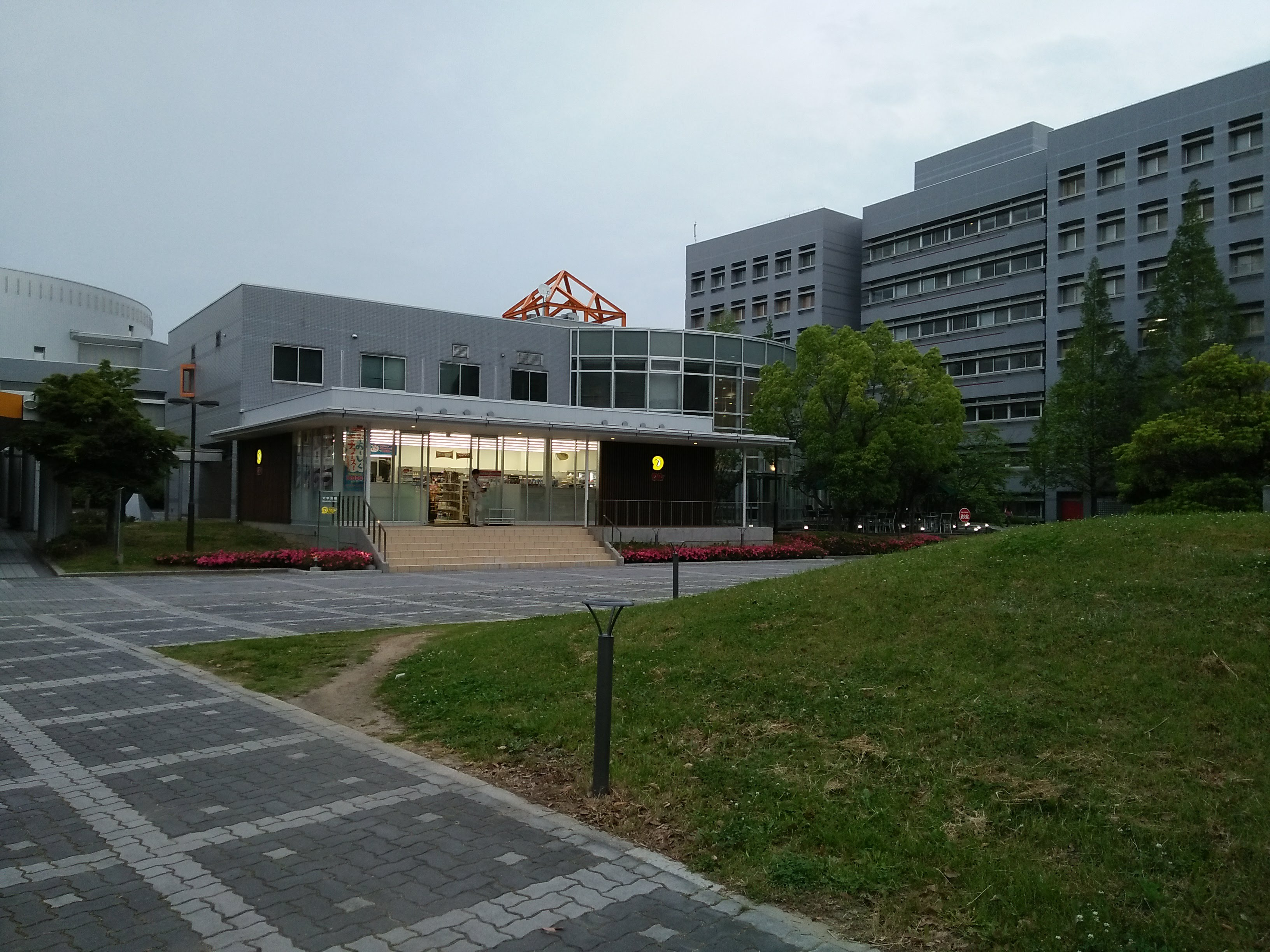
Loja de conveniência em NAIST
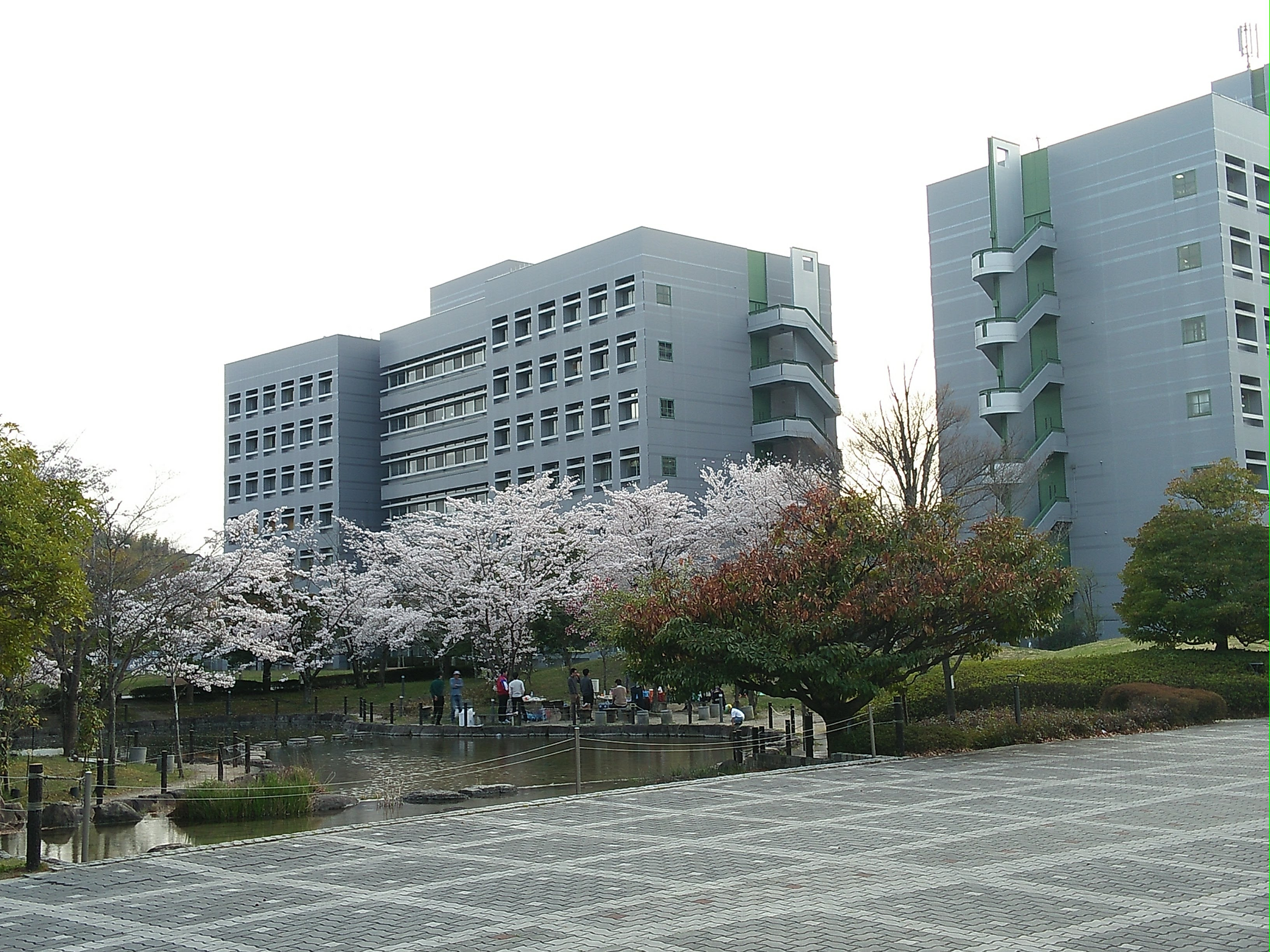
NAIST (na primavera)